# Getting Evidence
Pour plus de détails, voir Fiche technique et Distribution.
Getting Evidence est un film muet américain réalisé par Edwin S. Porter, sorti en 1906.

## Synopsis
Les déboires de Hawkshaw, détective privé. Celui-ci doit prouver à un mari jaloux, grâce à une photographie, que sa femme est infidèle.

## Fiche technique
- Titre original : Getting Evidence
- Réalisation : Edwin S. Porter
- Production Edison Manufacturing Company
- Pays d'origine : États-Unis
- Format : Noir et blanc
- Genre : Comédie
- Durée : 14 minutes
- Date de sortie :
  - États-Unis : octobre 1906
- Licence : domaine public

## Distribution
- Paul Panzer : Detective